# مودیبو کیتا (زاده ۱۹۴۲)
مودیبو کیتا (انگلیسی: Modibo Keita; زاده ۳۱ ژوئیهٔ ۱۹۴۲ – درگذشته ۲ ژانویه ۲۰۲۱) سیاست‌مدار اهل مالی بود. وی دو بار از ۱۸ مارس ۲۰۰۲ تا ۹ ژوئن ۲۰۰۲ و سپس از ۹ ژانویه ۲۰۱۵ تا ۹ آوریل ۲۰۱۷ نخست‌وزیر این کشور بود.
مودیبو کیتا در ۲ ژانویه ۲۰۲۱، در سن ۷۸ سالگی درگذشت.